# Mas de l'Obac Vell
El Mas de l'Obac Vell o Casa Vella de l'Obac és una obra del municipi de Vacarisses (Vallès Occidental) protegida com a bé cultural d'interès local. El Pou de glaç de l'Obac Vell és una obra que de manera independent rep la mateixa protecció.

## Mas de l'Obac Vell

### Descripció
Restes de diferents construccions i murs de l'antic mas. Queda dempeus una torre de planta rectangular, la capella i diversos arcs. Les seves dimensions del conjunt testimonien la prosperitat del mas. Els edificis més externs del conjunt són del segle xviii, moment de gran prosperitat del mas: l'ermita, el corral, el colomar i la torre de defensa que forma pont amb el camí del Correu Reial. La majoria de construccions són de paredat i totxo amb pedra treballada a les obertures.

### Història
El primer testimoni escrit del mas data del segle xiv, tot i que restes de parets en espina ens fan pensar en una data més reculada. Al segle xii, l'establiment d'una cabana per al refugi d'una família fugitiva podria ser l'origen dels Ubach i del mas medieval que envolta la torre. El segle xviii és molt pròsper per als Ubach, que, aprofitant l'obertura del mercat americà de l'aiguardent, s'especialitzaren en l'activitat vinícola. El 1811, després de la crema de Montserrat, les tropes napoleòniques van cremar el mas com a represalia per l'ajut que aquest havia ofert a les tropes catalanes en retirada. Reconstruït, el 1836 va patir un segon incendi a mans dels carlins i s'abandonà definitivament.

## Pou de glaç de l'Obac Vell
El Pou de glaç de l'Obac Vell' és una obra del municipi de Vacarisses (Vallès Occidental) protegida com a bé cultural d'interès local. La ubicació del pou de glaç és estratègica, ja que es troba a prop del camí Ral que unia la Casa Nova de l'Obac i la casa de la Barata a la serra de l'Obac.

### Descripció
El pou de glaç de l'Obac Vell es troba molt a prop de la Casa Vella de l'Obac, en una zona boscosa i ombrívola, emplaçat a la falda d'un turó, al costat del camí que anava de Mura a Vacarisses i passava per la Casa Vella de l'Obac, i just al costat del torrent de la Casa Vella. Està ubicat a la zona del Parc Natural de Sant Llorenç del Munt i serra de l'Obac, i té accés restringit a vehicles motoritzats, s'hi arriba a peu.
El pou està semisoterrat, aprofita el desnivell del terreny, cobert amb una cúpula semicircular de pedra que té tres obertures equidistants i que és la part visible del conjunt. La cúpula té forma semiesfèrica i està cobrint un forat excavat de forma cònica d'uns sis metres de profunditat amb les parets folrades de pedra amb morter de calç. La cúpula és també de pedra amb morter i construïda pel sistema d'aproximació de filades, exteriorment amb una coberta de terra i vegetació i suportada per un sòcol vertical de parets de pedra que segueix la mateixa estructura que les parets internes del pou. Aquesta cúpula permetia crear una cambra d'aire interior que evitava que la saturació de la humitat fes malbé el producte conservat a la part inferior, de manera que l'ambient es mantenia fresc.
El pou de glaç té tres portes de petites dimensions repartides en el perímetre del pou que servien tant per omplir com per buidar el pou.

### Història
A la zona del Parc Natural de Sant Llorenç del Munt i l'Obac hi ha quatre pous de glaç, tots situats a la serra de l'Obac: el de la Portella o Obac Vell, el de l'Estepar (tots dos a Vacarisses i construïts per la família Ubach al segle xviii), el del mas de la Mata a (Mura) reconvertit en cisterna, i el del Guinart a la serra Llarga (Terrassa).
L'any 1706 els Ubach van construir el primer pou de glaç, el que està situat al camí de l'Estepar, que abastia Terrassa, a vegades Manresa i també Barcelona. L'any 1760 el nou propietari del mas, Antoni Ubach, rebé llicència dels Amat, senyors de Vacarisses, per construir el pou de glaç del camí de la Font de la Portella, a tocar del mas. Aquest pou ha rebut diferents noms: pou de glaç de Baix, pou de glaç de La Portella i pou de glaç de l'Obac Vell.
Aquest pou s'abandonà a finals del s.XIX principis del xx. El 1990 fou restaurat per la Diputació de Barcelona.